# Удавовидные ужи
Удавовидные ужи (лат. Homalopsis) — род змей семейства пресноводные змеи. Считаются наименее связанными с водой представителями семейства.

## Распространение
Ареал простирается от Непала (единичная находка) и, возможно, северо-восточной Индии до Индокитая и острова Борнео на восток и Малайского полуострова и Индонезийского архипелага на юг.

## Виды
Род включает 5 видов:
- Homalopsis buccata (Linnaeus, 1758) — Удавовидный уж
- Homalopsis hardwickii Gray, 1842
- Homalopsis mereljcoxi Murphy, Voris, Murthy, Traub & Cumberbatch, 2012
- Homalopsis nigroventralis Deuve, 1970
- Homalopsis semizonata Blyth, 1855